# Vorbehaltsaufgabe
Vorbehaltsaufgaben sind Tätigkeiten, die aufgrund gesetzlicher Vorgaben bestimmten Berufsständen vorbehalten sind.

## Beispiele
- Die Rechtsberatung und Vertretung in Rechtsangelegenheiten ist im Allgemeinen Rechtsanwälten vorbehalten (§ 3 Abs. 1 BRAO).
- Die Steuerberatung ist Steuerberatern, Steuerbevollmächtigten, Rechtsanwälten, Wirtschaftsprüfern und vereidigten Buchprüfern sowie entsprechenden Unternehmen vorbehalten (§ 3 StBerG).
- Die Testierung von Jahresabschlüssen bei großen Kapitalgesellschaften ist Wirtschaftsprüfern und entsprechenden Unternehmen vorbehalten (§ 319 Abs. 1 Satz 1, 2 i. V. m. § 267 Abs. 3 HGB).
- Pflegerische Aufgaben (Erhebung und Feststellung des individuellen Pflegebedarfs, Organisation, Gestaltung und Steuerung des Pflegeprozesses und die Analyse, Evaluation, Sicherung und Entwicklung der Pflegequalität), die nur durch Pflegefachleute beruflich durchgeführt werden dürfen (§ 4 PflBG).